# Selenophorus maritimus
Selenophorus maritimus är en skalbaggsart som beskrevs av Thomas Casey. Selenophorus maritimus ingår i släktet Selenophorus och familjen jordlöpare. Inga underarter finns listade i Catalogue of Life.